# Martin Marianowicz
Martin Marianowicz (* 3. Mai 1955 in Warschau) ist ein deutscher Orthopäde, Medizinunternehmer und Buchautor aus München, der auf die minimalinvasive Behandlung von Wirbelsäulen- und Bandscheibenerkrankungen spezialisiert ist. Bekanntheit erlangte er durch seine Kritik an – seines Erachtens – unnötigen Rückenoperationen in Deutschland und durch zahlreiche, vor allem populärwissenschaftliche, Veröffentlichungen.

## Leben
Martin Marianowicz wurde 1955 in Warschau geboren, 1957 siedelte er mit seiner Familie in die Bundesrepublik Deutschland aus. Nach dem Besuch des Erasmus-Grasser- bzw. Asam-Gymnasiums begann er 1975 das Medizinstudium an der Ludwig-Maximilians-Universität in München, wo er sich frühzeitig auf den Bereich Rücken und Wirbelsäule spezialisierte und 1983 zum Dr. med. promoviert wurde. Auslöser für die Spezialisierung auf die Behandlung von Rückenleiden waren zwei Bandscheibenoperationen in frühen Jahren, die ihn dazu bewegten, sich mit der Anwendung von Schmerztherapien auseinanderzusetzen.
Seine Facharztausbildung (Orthopädie, Chirotherapie und Sportmedizin) durchlief er am Klinikum rechts der Isar, dem Münchner Rotkreuzklinikum, am Klinikum Ingolstadt, am Kreiskrankenhaus Bad Bergzabern sowie am Wirbelsäulenzentrum Markgröningen.

## Tätigkeit
Seit 1981 praktiziert er als niedergelassener Arzt im Marianowicz Zentrum für Diagnose und Therapie in München-Bogenhausen und ist daneben seit 2005 Ärztlicher Direktor der Privatklinik Jägerwinkel in Bad Wiessee. Beide Einrichtungen sind interdisziplinär ausgelegt. Zu seinen orthopädischen Tätigkeitsschwerpunkten gehören die ambulante und die stationäre orthopädische Schmerztherapie sowie minimalinvasive Therapien bei Wirbelsäulen- und Bandscheibenerkrankungen.
Breite Bekanntheit erlangte Marianowicz mit seiner These, dass 80 Prozent aller durchgeführten Rückenoperationen in Deutschland überflüssig und konservative Behandlungsmethoden deutlich wirkungsvoller seien und auch das Gesundheitssystem entlasten. Seine Thesen sind häufig Gegenstand medialer Berichterstattung. 2015 gab er gemeinsam mit Barbara Becker eine DVD – „Die 60 besten Rückenübungen der Welt“ – heraus. Er befasst sich mit dem Einfluss psychischer Faktoren auf Rückenschmerzen und wie diese bei der Behandlung berücksichtigt werden sollten. Er entwickelte eine ganzheitliche Arthrose-Therapie, die bis zu 75 Prozent der Operationen überflüssig machen soll.
Marianowicz ist Präsident der Sektion Zentral- und Osteuropa des World Institute of Pain (WIP) (Advisory Board). Er ist verheiratet, hat 2 Kinder und lebt in München.

## Mitgliedschaften
- World Institute of Pain

## Veröffentlichungen

### Monographien
- Die Gesundheitslüge. Risiken und Nebenwirkungen eines kranken Systems. Gräfe und Unzer Verlag 2020,  ISBN 978-3-8338-7136-8.
- Arthrose selbst heilen. Gräfe und Unzer Verlag 2017, ISBN 978-3-8338-5915-1.
- Den Rücken selbst heilen. Gräfe und Unzer Verlag 2015, ISBN 3-8338-4130-3. Erhältlich auch in chinesischer Sprache.
- Die Marianowicz-Methode. Mein Programm für einen schmerzfreien Rücken. Arkana 2012,  ISBN 3-442-34110-8.
- Aufs Kreuz gelegt. Warum 80 % der Rückenoperationen überflüssig sind. Arkana 2010, ISBN 3-442-33865-4.
- Minimal-invasive Wirbelsäulen-Intervention: Aktuelle und innovative Verfahren für Praxis und Klinik. Aufgebaut auf dem IGOST-IMPS-Kurssystem. Deutscher Ärzte-Verlag 2009, ISBN 3-7691-0489-7.
- Unser Rückenbuch, Marion Grillparzer und das Medizinische Quartett. Gräfe und Unzer Verlag 2008, ISBN 3-8338-0743-1.

### Zeitungs- und Zeitschriftenartikel
- Rücken – so hilft das richtige Essen Abendzeitung München – 22. September 2017
- Gesunde Gelenke: Knie, Fuß, Schulter, Ellenbogen Münchner Merkur – 20. Juni 2018
- Gesunder Rücken: So wird Ihre Wirbelsäule wieder fit Münchner Merkur – 5. Juli 2018
- Rückenschmerzen – wir operieren zu viel in Deutschland! Die Welt – 4. April 2019
- Viele Operationen an der Wirbelsäule sind unnötig Wirtschaftskurier – 26. Juli 2019
- Ganz sanft gegen den Schmerz Seeseiten – 1. November 2019
- "Wer heilt hat recht" Münchner Merkur – 10. November 2019
- Tipps für ein gesundes Jahr Münchner Merkur – 11. Januar 2020
- So bleiben Sie mit Sport im Alter fit! Bild München – 21. Januar 2020
- Mediziner, legt das Messer beiseite! FOCUS – 29. August 2020
- Arzt kritisiert Kollegen: "Manche suchen solange, bis sie etwas finden" Freie Presse – 1. September 2020
- Chefarzt Marianowicz: Abrechnung mit der Corona-Politik Abend Zeitung München – 1. September 2020
- „Manche Ärzte suchen so lange, bis sie etwas finden“ Sächsische Zeitung – 1. September 2020

### TV-Auftritte
- SCHAUFENSTER SPEZIAL: Buchvorstellung „Die Gesundheitslüge“ München TV – 1. September 2020
- Unser Gesundheitssystem ist krank! BR – Abendschau – 28. September 2020
- Stadtgespräch: Dr. med. Martin Marianowicz München TV – 6. Oktober 2020
- Nackenschmerzen | Intensivstationen | Immunoseneszenz | Beinprothesen BR Gesundheit – 27. Oktober 2020